# ゴールド/金塊の行方
『ゴールド/金塊の行方』（ゴールド/きんかいのゆくえ、原題: Gold）は、2016年のアメリカ合衆国のサスペンス映画。監督はスティーヴン・ギャガン、出演はマシュー・マコノヒーとエドガー・ラミレスなど。
1990年代に株式市場に大混乱をもたらした詐欺事件・Bre-X事件を映画化した犯罪サスペンス。
イギー・ポップが書き下ろした主題歌「GOLD」は、第74回ゴールデングローブ賞 主題歌賞にノミネートされた。

## ストーリー
1980年代、金鉱採掘者のケニー・ウェルスは事業に失敗し、破産寸前に追い込まれていた。
事態の打開を図るべく、ケニーは謎めいた地質学者マイケル・アコスタと手を組み、インドネシアの山奥で金脈探しを開始、執念の末、ついに巨大な金脈を掘り当てることに成功する。
そのニュースは瞬く間にウォール街を駆け巡り、ケニーの会社は奇跡的なV字回復を成し遂げ、ケニーは巨万の富と名声を手に入れ、一躍時の人となる。
しかしある日、170億ドルの金塊が一夜にして消えたというニュースが飛び込んでくる。そしてこれが、ケニーを大事件へと巻き込んでいく。

## キャスト
※括弧内は日本語吹替
- ケニー・ウェルス - マシュー・マコノヒー（小原雅人）
- マイケル・アコスタ - エドガー・ラミレス（津田健次郎）
- ケイ - ブライス・ダラス・ハワード（林真里花）
- ブライアン・ウルフ - コリー・ストール（青山穣）
- ポール・ジェニングス - トビー・ケベル（江越彬紀）： FBI捜査官
- ホリス・ドレシャー - ビル・キャンプ
- ロイド・スタントン - ジョシュア・ハート（英語版）
- ジェフ・ジャクソン - ティモシー・シモンズ（英語版）
- ケニー・ウェルス・シニア - クレイグ・T・ネルソン： ケニーの父親
- コニー・ライト - メイコン・ブレア
- グレン・ビンカート - マイケル・ランデス
- レイチェル・ヒル - レイチェル・テイラー
- クライヴ・コールマン - ステイシー・キーチ（浦山迅）
- マーク・ハンコック - ブルース・グリーンウッド（坂巻学）

## 作品の評価
Rotten Tomatoesによれば、187件の評論のうち高評価は42%にあたる78件で、批評家の一致した見解は「『ゴールド/金塊の行方』はマシュー・マコノヒーの印象的な情熱的演技が光っているが、それは映画の泥の山の中で輝く一つの天然の小さな金塊に過ぎない。」となっている。
Metacriticによれば、40件の評論のうち、高評価は12件、賛否混在は21件、低評価は7件で、平均点は100点満点中49点となっている。